# Grumicha
Grumicha is een geslacht van schietmotten uit de familie van de Sericostomatidae. Het geslacht werd voor het eerst wetenschappelijk beschreven door F Mueller in 1879.

## Soorten
Het genus is monotypisch en bevat de volgende soort:

- Grumicha grumicha (Vallot, 1855)